# Международная ассоциация когнитивной лингвистики
Международная ассоциация когнитивной лингвистики (англ. International Cognitive Linguistics Association, ICLA) — международное научное сообщество специалистов в области когнитивной лингвистики. Организует проведение конференций, издание научных журналов и книги соответствующей тематики, ведёт публикации исследований на веб-сайте и дискуссионном форуме, поддерживает региональные филиалы. Аффилирована с Британской ассоциацией когнитивной лингвистики (UK-CLA), Славянской ассоциацией когнитивной лингвистики (SLCA) и Польской ассоциацией когнитивной лингвистики.
Ассоциация является по своему характеру междисциплинарной и мультидисциплинарной, взаимодействует с широким комплексом гуманитарных и когнитивных наук, включая когнитивную и социальную психологию, эволюционную и культурную антропологию, социологию, философию и межличностные отношения.
Первая конференция ICLA была проведена в июне 1989 года в Дуйсбурге, Германия. Последующие конференции проводились в Калифорнийском университете, Свободном университете Амстердама, Стокгольмском университете, и в 2011 году в Сиане, Китай.

## Президенты
- 1990—1993 Джордж Лакофф
- 1993—1995 Эве Свеетсер
- 1995—1997 Рене Дирвен
- 1997—1999 Роналд Лангакер
- 1999—2001 Дирк Геретс
- 2001—2003 Сюзанн Кеммер
- 2003—2005 Сюзанн Кеммер (2—й срок)
- 2005—2007 Клаус-Уве Патнер
- 2007—2009 Лаура Янда
- 2009—2011
- 2011—2013 Крис Синха
- 2013—2015
- 2015—2017 Мартен Лемменс
- 2017—2019 Барбара Денсиджер